# Riolo (Lodi)
Riolo (Riöl in dialetto lodigiano) è un centro abitato d'Italia, frazione del comune di Lodi, posta lungo la strada per Bergamo.
Al censimento del 21 ottobre 2001 contava 120 abitanti.

## Geografia fisica
Il centro abitato è sito a 72 metri sul livello del mare.

## Storia
La località, di antica origine, nacque forse intorno a un antichissimo monastero di monache cistercensi, poi trasferito nella città di Lodi nel 1289. Riolo venne in seguito nominata nel 1584 con il nome di Villa Ariollo.
Fin dall'età spagnola, Riolo risultava essere frazione del comune di Vigadore, nel Vescovato superiore del Contado di Lodi. In tale periodo fu feudo della marchesa Maria Serra Triulzi.
Nel 1809, durante l'età napoleonica, il comune di Vigadore venne soppresso e aggregato alla città di Lodi; fu ripristinato nel 1816, con la restaurazione austriaca.
Nel 1870 il comune di Vigadore fu unito ai Chiosi di Porta d'Adda, formando il nuovo comune di Chiosi d'Adda Vigadore. Nel 1877 Riolo, come tutto il suburbio, venne aggregata definitivamente alla città di Lodi.

## Società

### Religione
Nel centro abitato è sito un piccolo oratorio dedicato a San Zenone.
Fino al 1789 la località era suddivisa fra le parrocchie di San Giacomo e della Maddalena, entrambe site nella città di Lodi; a partire da tale data divenne parte della nuova parrocchia della Fontana.